# Erateina julia
Erateina julia là một loài bướm đêm trong họ Geometridae.